# Gremsdorf
Gremsdorf er en kommune i Landkreis Erlangen-Höchstadt i Regierungsbezirk Mittelfranken i den tyske delstat Bayern. Den er en del af Verwaltungsgemeinschaft Höchstadt an der Aisch.

## Geografi
Gremsdorf ligger i Aischtal. Der er omkring 1.500 indbyggere i kommunen, der strækker sig over et areal på ca. 13 km².
Ud over Gremsdorf ligger landsbyerne Krausenbechhofen, Poppenwind og Buch i kommunen.
Nabokommuner er (med uret, fra fra nord):

Höchstadt an der Aisch, Adelsdorf, Heßdorf.
- Wikimedia Commons har flere filer relateret til Gremsdorf